# Lusakert
Lusakert – wieś w Armenii, w prowincji Szirak. W 2011 roku liczyła 754 mieszkańców.